# Обсада на казармите Монтаня
Обсадата на казармите в Монтаня е двудневна обсада, която бележи първоначалния провал на бунта през юли 1936 г. срещу Втората испанска република в Мадрид, в началото на Гражданската война в Испания.
По-голямата част от силите за сигурност в Мадрид остават лоялни към правителството и подкрепени от работнически милиции, смазват бунта.

## Превратът в Мадрид

### 18 юли
На 18 юли новините за бунта на военните в Испанско Мароко достигат до Мадрид и Общият съюз на трудещите се и Националната конфедерация на труда искат раздаване на оръжие. Правителството обаче първоначално отказва да даде оръжие на цивилни. Въпреки това, група млади офицери, водени от подполковник Родриго Хил Руис, разпределят 5000 пушки сред работниците.
Заговорниците планират генерал Гарсия Херан да превземе армейския лагер в Карабанчел, а генерал Фандхул да окупира вътрешноста на града от казармата Монтаня, разположена близо до Плаза де Испания. След това други бунтовнически офицери трябва да превземат въздушните бази Куатро Виентос и Хетафе, но планът се проваля. Освен това командирът на гражданската гвардия в Мадрид, генерал Себастиан Посас Перея и щурмова гвардия - около 6000 души остават верни на правителството.

### 19 юли
На 19 юли новото правителство на министър-председателя Хосе Хирал решава да раздаде оръжия на синдикатите. Предадени са 65 000 пушки. Командирът на казармите, полковник Мойсес Сера, пренебрегва заповедта на военния министър да предаде това основно оборудване, което на практика бележи началото на въстанието в Мадрид.
Сутринта на 19 юли генерал Фандхул пристига в казармите в Монтаня, както и групи офицери от другите мадридски гарнизони и редица фалангисти и монархисти доброволци. След като изнася лекция на колегите си офицери за политическите цели на военното въстание, Фандхул се опитва да напредне в централните градски улици с войските си, които наброяват около 2000 офицери, военни кадети и войници плюс 500 доброволци.
Тълпа от около 8000 души, организирана от Националната конфедерация на труда и Общия съюз на трудещите се, някои въоръжени, се събират около казармите. Щурмовите гвардейци са забелязани да заемат огневи позиции по покривите на съседните сгради. Фандхул решава да се оттегли в комплекса на казармите и да изчака помощ от другите гарнизони на града, вместо да се опитва да пробие обсадата. Превратът се проваля в другите градски гарнизони. В Карабанчел генерал Гарсия Херан е убит от собствените си войски, докато се опитва да ги настрои срещу правителството, а артилерийските казарми там са охранявани от лоялни офицери.
Първи пехотен полк в Ретиро предава казармите си на правителствените сили без съпротива. Във въздушната база Хетафе бунтовниците са победени от лоялни войски след смъртта на офицер от военновъздушните сили. Това позволява да се извършват полети над казармите в Монтаня на следващия ден, първоначално за хвърляне на листовки и след това на бомби.
Водените от комунистите антифашистки работнически и селски милиции формират пет батальона, които участват активно в обсадата. Един от тези батальони е прочутият Пети полк.

### 20 юли
Сутринта на 20 юли две 75 mm оръдия, командвани от пенсионирания артилерийски офицер капитан Орад, както и едно 155 mm оръдие се насочват към обсадата. Освен това, военен самолет Бреге XIX от авиобазата Куатро Виентос бомбардира казармите. В 10:30 ч. бомба ранява Фандхул и Сера. Няколко минути по-късно войници в казармата размахват бял чаршаф от прозорците, очевидно с намерението да се предадат. Срещу заповедите на лейтенант Морено от щурмовата гвардия, който ръководи атаката, тълпата хуква напред, но защитници стрелят по тях от казармите с картечници. Това се случва два пъти, като са убити или ранени много хора.
Около обяд тълпата, обезумяла от тези инциденти, нахлува през главната порта. Някои предали се защитници са убити от тълпата в главния двор. Снимки показват двора, пълен с униформени тела. Орад и Артуро Барея съобщават, че са видели няколко бунтовнически офицери, които са се събрали в трапезария и след това са се самоубили. Някои от фалангистите и монархистите доброволци, облечени в цивилни дрехи, успяват да се измъкнат в суматохата.
Полковник Сера е сред убитите веднага след падането на казармите. Раненият генерал Фандхул, заедно с други оцелели бунтовнически офицери, е задържан. От 145 бунтовнически офицери, които са в казармите в Монтаня, 98 загиват в боевете, били са убити след предаване, самоубили са се или впоследствие са били екзекутирани.
Някои от гарнизона са убити от нападатели с брадви, ножове и чукове. Общите загуби сред защитниците се оценяват на между 200 и 1000 убити, докато загубите сред атакуващите сили изглеждат значително по-малки.

## Последици
След като побеждават бунтовническите войски в Мадрид, колони от милиция, гражданска гвардия и щурмова охрана напускат града и окупират Алкала де Енарес и Гуадалахара. По-късно Фандхул и Вилегас са осъдени и екзекутирани за военен бунт.